# Charles Whiting Wooster
Charles William Whiting Wooster más conocido en español como Carlos Guillermo Wooster (1780 - 1849) fue un marino estadounidense que participó en la guerra de Independencia de Chile.

## Biografía
Nació en New Haven, Connecticut, Estados Unidos en 1780. En 1812 se incorporó en la Marina de los Estados Unidos participando en la guerra anglo-estadounidense haciendo la guerra de corso al comercio inglés con su bergantín Saratoga. A poco de enviudar, el entonces Capitán de Puerto de Nueva York viajó a Chile el 28 de noviembre de 1817, decidido a ayudar a la causa independentista emprendida por José Miguel Carrera, al mando del bergantín Columbus. Después de considerables negociaciones con el gobierno de Chile, este compró el Columbus el 6 de agosto de 1818. El 10 de agosto pasó a llamarse Araucano, y el mismo día Wooster obtuvo el grado de capitán de fragata de la Armada de Chile, quedando el Araucano bajo su mando.
Bernardo O'Higgins, entonces Director Supremo de Chile, emitió una proclama a la nueva armada el 7 de septiembre de 1818, en la que mencionaba a los norteamericanos que prestaban sus servicios a la escuadra chilena. Wooster era ahora uno de los tres capitanes de la armada chilena.
Wooster participó en la captura de la María Isabel en Talcahuano comandando la fragata Lautaro. Debido a la llegada del oficial naval británico Thomas Cochrane, Wooster renunció a la marina chilena para dedicarse entre 1818 a 1822 a la caza de ballenas. Con la salida de Cochrane, regresó al servicio con el rango de capitán de navío participando en las campañas de Valdivia y la Chiloé.
En 1826 condujo a las costas de Bolivia al general Andrés de Santa Cruz, Ministro Plenipotenciario de ese país en Chile. Ese año fue ascendido a Contralmirante de la Armada de Chile. Durante la guerra civil chilena de 1829-1830, fue capturado al mando del bergantín Aquiles, fue dado de baja y privado de los sueldos que le adeudaba el Fisco chileno.
Después de haber contraído segundas nupcias con Mariana Cox, regresó a Estados Unidos en 1837. Wooster falleció en San Francisco, California en 1849.

## Homenajes

### En vida
Obtuvo la Legión de Mérito de Chile, con el grado de Legionario, por orden del director supremo Bernardo O´Higgins en 1821.

### Póstumos
En homenaje, una calle en Valparaíso y Coquimbo  llevan su nombre.